# شهرستان الروضه
ناحیهٔ الروضه (به عربی: مدیریة الروضة) یک ناحیه در یمن است که در استان شبوه واقع شده‌است.
ناحیهٔ الروضه ۲۷٬۳۷۱ نفر جمعیت دارد.